# Краматорск
Краматорск (укр. Краматорськ, рус. Краматорск) град је у Украјини, у Доњецкој области. Према процени из 2024. у граду је живело 75.000 становника. У Краматорску се услед рата на истоку Украјине налази привремено седиште Доњецке области.

## Становништво
Према процени, у граду је 2012. живело 165.469 становника.
| 1979.   | 1989.   | 2001.   | 2012.   |
| ------- | ------- | ------- | ------- |
| 178.163 | 198.094 | 181.025 | 165.469 |